# Joe Cocker/Auszeichnungen für Musikverkäufe

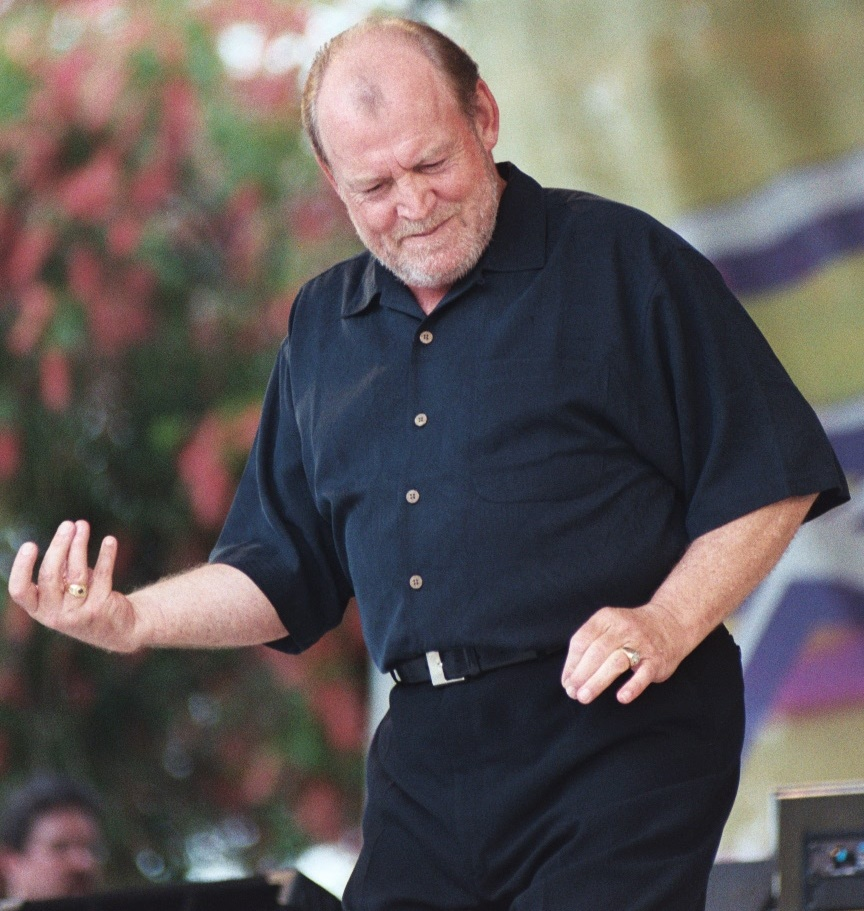
Joe Cocker (2003)

Dies ist eine Übersicht über die Auszeichnungen für Musikverkäufe des britischen Rocksängers Joe Cocker. Die Auszeichnungen finden sich nach ihrer Art (Gold, Platin usw.), nach Staaten getrennt in chronologischer Reihenfolge, geordnet sowie nach den Tonträgern selbst, ebenfalls in chronologischer Reihenfolge, getrennt nach Medium (Alben, Singles usw.), wieder.

## Auszeichnungen
| - Frankreich - 1997: für die Single N’oubliez jamais - Vereinigtes Königreich - 1992: für das Album Night Calls - 2007: für das Album Hymn for My Soul - 2013: für das Album The Essential - 2013: für das Album The Legend – Essential Collection - 2022: für die Single You Are So Beautiful - 2022: für die Single With a Little Help from My Friends - Australien - 1982: für das Album Sheffield Steel - 1983: für die Single Up Where We Belong - 1990: für das Album Joe Cocker Live - 1992: für das Album Night Calls - 1996: für die Autorenbeteiligung California Love (Tupac Shakur) - 2003: für das Album The Ultimate Collection 1968-2003 - Belgien - 1995: für das Album The Best of Joe Cocker - 1997: für die Single N’oubliez jamais - 1999: für das Album No Ordinary World - Brasilien - 1998: für das Album The Best of Joe Cocker - Dänemark - 2023: für die Single Up Where We Belong - Deutschland - 1988: für das Album Definite 1964–1986 - 1992: für das Album Civilized Man - 1992: für das Album One Night of Sin - 1997: für das Album Organic - 1999: für das Album Greatest Hits - 2007: für das Videoalbum The Best of Joe Cocker Live - 2009: für das Album The Ultimate Collection 1968-2003 - 2014: für das Videoalbum Fire It Up – Live - Frankreich - 1984: für das Album Sheffield Steel - 1988: für das Album Unchain My Heart - 1991: für das Album Joe Cocker Live - 1996: für das Album Organic - 1998: für das Album Greatest Hits - 2000: für das Album No Ordinary World - 2002: für das Album Respect Yourself - Italien - 1988: für das Album Unchain My Heart - 2023: für die Autorenbeteiligung California Love (Tupac Shakur) - Kanada - 1983: für die Single Up Where We Belong - 1998: für das Album Unchain My Heart - 1992: für das Album One Night of Sin - 2009: für die Autorenbeteiligung California Love (Tupac Shakur) - Neuseeland - 1988: für das Album Unchain My Heart - 1990: für das Album One Night of Sin - 1995: für das Album Have a Little Faith - 1997: für das Album Organic - 1998: für das Album The Best of Joe Cocker - 2003: für das Album The Definitive Collection – 18 Greatest Hits - 2008: für das Album Classic Cocker - 2021: für die Single You Are So Beautiful - 2024: für die Single You Can Leave Your Hat on - Niederlande - 1988: für das Album 20 Years - 2005: für das Album Greatest Hits - Norwegen - 1996: für die Autorenbeteiligung California Love (Tupac Shakur) - 1997: für das Album Across From Midnight - Österreich - 1992: für das Album Night Calls - 1994: für das Album Have a Little Faith - 1997: für das Album Across From Midnight - 1999: für das Album Greatest Hits - Polen - 1996: für das Album Have a Little Faith - 1998: für das Album The Best of Joe Cocker - 2010: für das Album Hard Knocks - 2020: für das Album Greatest Hits - Russland - 2007: für das Album Hymn for My Soul - Schweden - 1993: für das Album The Best of Joe Cocker - Schweiz - 1987: für das Album Cocker - 1996: für das Album Organic - 1999: für das Album No Ordinary World - 2002: für das Album Respect Yourself - 2007: für das Album Hymn for My Soul - Spanien - 1983: für die Single Up Where We Belong - 1992: für das Album Night Calls - Vereinigte Staaten - 1970: für das Album Joe Cocker! - 1970: für das Album Mad Dogs & Englishmen - 1970: für das Album With a Little Help from My Friends - Vereinigtes Königreich - 1990: für das Album The Collection - 1994: für das Album Have a Little Faith - 2015: für das Album The Ultimate Collection 1968-2003 - 2016: für das Album Greatest Hits - 2023: für die Single Up Where We Belong | - Frankreich - 1993: für das Album Night Calls - 1996: für das Album Have a Little Faith - 2001: für das Album The Essential - Argentinien - 2004: für das Videoalbum The Best of Joe Cocker Live - Australien - 1986: für das Album Cocker - 2004: für das Videoalbum Across from Midnight Tour - Belgien - 1998: für das Album Across From Midnight - Deutschland - 1992: für das Album Cocker - 1995: für das Album Have a Little Faith - 1997: für das Album Joe Cocker Live - 1997: für das Album Night Calls - 1998: für das Album Across From Midnight - 2000: für das Album No Ordinary World - 2011: für das Album Hard Knocks - Europa - 1996: für das Album Have a Little Faith - 1998: für das Album Across From Midnight - 2000: für das Album Greatest Hits - Frankreich - 1998: für das Album Across From Midnight - Neuseeland - 1992: für das Album Night Calls - 1995: für das Album The Essential - 1996: für die Autorenbeteiligung California Love (Tupac Shakur) - 2023: für die Single Up Where We Belong - 2024: für die Single With a Little Help from My Friends - Niederlande - 1994: für das Album The Best of Joe Cocker - 1995: für das Album Joe Cocker Live - 1998: für das Album Have a Little Faith - 1998: für das Album Across From Midnight - Österreich - 1988: für das Album Unchain My Heart - 1990: für das Album One Night of Sin - 1991: für das Album Joe Cocker Live - 1996: für das Album The Best of Joe Cocker - Schweiz - 1986: für das Album Civilized Man - 1986: für das Album Sheffield Steel - 1989: für das Album One Night of Sin - 1990: für das Album Joe Cocker Live - 1992: für das Album Night Calls - 1994: für das Album The Best of Joe Cocker - 1994: für das Album Have a Little Faith - 1998: für das Album Greatest Hits - Spanien - 1988: für das Album Unchain My Heart - 1990: für das Album Joe Cocker Live - Vereinigte Staaten - 1989: für die Single Up Where We Belong - Vereinigtes Königreich - 1994: für das Album The Best of Joe Cocker - 2023: für die Autorenbeteiligung California Love (Tupac Shakur) | - Deutschland - 1993: für das Album The Best of Joe Cocker - 1998: für das Album Unchain My Heart - 2023: für das Album Fire It Up - Schweiz - 1999: für das Album Across From Midnight - Australien - 1992: für das Album The Legend – Essential Collection - Belgien - 2002: für das Album Greatest Hits - Neuseeland - 1982: für das Album Joe Cocker’s Greatest Hits - 1991: für das Album Joe Cocker Live - Schweiz - 1998: für das Album Unchain My Heart - Vereinigte Staaten - 1996: für die Autorenbeteiligung California Love (Tupac Shakur) - Australien - 2011: für das Videoalbum The Best of Joe Cocker Live - Frankreich - 1998: für das Album The Best of Joe Cocker - Neuseeland - 1995: für das Album The Legend – Essential Collection |

## Auszeichnungen nach Alben

### With a Little Help from My Friends
| Land/Region               | Auszeichnungen für Musikverkäufe (Land/Region, Auszeichnung, Verkäufe) | Verkäufe |
| ------------------------- | ---------------------------------------------------------------------- | -------- |
| Vereinigte Staaten (RIAA) | Gold                                                                   | 500.000  |
| Insgesamt                 | 1× Gold ·                                                              | 500.000  |

### Joe Cocker!
| Land/Region               | Auszeichnungen für Musikverkäufe (Land/Region, Auszeichnung, Verkäufe) | Verkäufe |
| ------------------------- | ---------------------------------------------------------------------- | -------- |
| Vereinigte Staaten (RIAA) | Gold                                                                   | 500.000  |
| Insgesamt                 | 1× Gold ·                                                              | 500.000  |

### Mad Dogs & Englishmen
| Land/Region               | Auszeichnungen für Musikverkäufe (Land/Region, Auszeichnung, Verkäufe) | Verkäufe |
| ------------------------- | ---------------------------------------------------------------------- | -------- |
| Vereinigte Staaten (RIAA) | Gold                                                                   | 500.000  |
| Insgesamt                 | 1× Gold ·                                                              | 500.000  |

### Joe Cocker’s Greatest Hits
| Land/Region       | Auszeichnungen für Musikverkäufe (Land/Region, Auszeichnung, Verkäufe) | Verkäufe |
| ----------------- | ---------------------------------------------------------------------- | -------- |
| Neuseeland (RMNZ) | 2× Platin                                                              | 40.000   |
| Insgesamt         | 2× Platin ·                                                            | 40.000   |

### Sheffield Steel
| Land/Region       | Auszeichnungen für Musikverkäufe (Land/Region, Auszeichnung, Verkäufe) | Verkäufe |
| ----------------- | ---------------------------------------------------------------------- | -------- |
| Australien (ARIA) | Gold                                                                   | 20.000   |
| Frankreich (SNEP) | Gold                                                                   | 100.000  |
| Schweiz (IFPI)    | Platin                                                                 | 50.000   |
| Insgesamt         | 2× Gold · 1× Platin ·                                                  | 170.000  |

### Civilized Man
| Land/Region        | Auszeichnungen für Musikverkäufe (Land/Region, Auszeichnung, Verkäufe) | Verkäufe |
| ------------------ | ---------------------------------------------------------------------- | -------- |
| Deutschland (BVMI) | Gold                                                                   | 250.000  |
| Schweiz (IFPI)     | Platin                                                                 | 50.000   |
| Insgesamt          | 1× Gold · 1× Platin ·                                                  | 300.000  |

### Cocker
| Land/Region        | Auszeichnungen für Musikverkäufe (Land/Region, Auszeichnung, Verkäufe) | Verkäufe |
| ------------------ | ---------------------------------------------------------------------- | -------- |
| Australien (ARIA)  | Platin                                                                 | 70.000   |
| Deutschland (BVMI) | Platin                                                                 | 500.000  |
| Schweiz (IFPI)     | Gold                                                                   | 25.000   |
| Insgesamt          | 1× Gold · 2× Platin ·                                                  | 595.000  |

### The Collection
| Land/Region                  | Auszeichnungen für Musikverkäufe (Land/Region, Auszeichnung, Verkäufe) | Verkäufe |
| ---------------------------- | ---------------------------------------------------------------------- | -------- |
| Vereinigtes Königreich (BPI) | Gold                                                                   | 100.000  |
| Insgesamt                    | 1× Gold ·                                                              | 100.000  |

### Definite 1964–1986
| Land/Region        | Auszeichnungen für Musikverkäufe (Land/Region, Auszeichnung, Verkäufe) | Verkäufe |
| ------------------ | ---------------------------------------------------------------------- | -------- |
| Deutschland (BVMI) | Gold                                                                   | 250.000  |
| Insgesamt          | 1× Gold ·                                                              | 250.000  |

### Unchain My Heart
| Land/Region          | Auszeichnungen für Musikverkäufe (Land/Region, Auszeichnung, Verkäufe) | Verkäufe  |
| -------------------- | ---------------------------------------------------------------------- | --------- |
| Deutschland (BVMI)   | 3× Gold                                                                | 750.000   |
| Frankreich (SNEP)    | Gold                                                                   | 100.000   |
| Italien (FIMI)       | Gold                                                                   | 100.000   |
| Kanada (MC)          | Gold                                                                   | 50.000    |
| Neuseeland (RMNZ)    | Gold                                                                   | 10.000    |
| Österreich (IFPI)    | Platin                                                                 | 50.000    |
| Schweiz (IFPI)       | 2× Platin                                                              | 100.000   |
| Spanien (Promusicae) | Platin                                                                 | 100.000   |
| Insgesamt            | 5× Gold · 5× Platin ·                                                  | 1.260.000 |

### 20 Years
| Land/Region        | Auszeichnungen für Musikverkäufe (Land/Region, Auszeichnung, Verkäufe) | Verkäufe |
| ------------------ | ---------------------------------------------------------------------- | -------- |
| Niederlande (NVPI) | Gold                                                                   | 50.000   |
| Insgesamt          | 1× Gold ·                                                              | 50.000   |

### One Night of Sin
| Land/Region        | Auszeichnungen für Musikverkäufe (Land/Region, Auszeichnung, Verkäufe) | Verkäufe |
| ------------------ | ---------------------------------------------------------------------- | -------- |
| Deutschland (BVMI) | Gold                                                                   | 250.000  |
| Kanada (MC)        | Gold                                                                   | 50.000   |
| Neuseeland (RMNZ)  | Gold                                                                   | 10.000   |
| Österreich (IFPI)  | Platin                                                                 | 50.000   |
| Schweiz (IFPI)     | Platin                                                                 | 50.000   |
| Insgesamt          | 3× Gold · 2× Platin ·                                                  | 410.000  |

### Joe Cocker Live
| Land/Region          | Auszeichnungen für Musikverkäufe (Land/Region, Auszeichnung, Verkäufe) | Verkäufe |
| -------------------- | ---------------------------------------------------------------------- | -------- |
| Australien (ARIA)    | Gold                                                                   | 35.000   |
| Deutschland (BVMI)   | Platin                                                                 | 500.000  |
| Frankreich (SNEP)    | Gold                                                                   | 100.000  |
| Neuseeland (RMNZ)    | 2× Platin                                                              | 40.000   |
| Niederlande (NVPI)   | Platin                                                                 | 100.000  |
| Österreich (IFPI)    | Platin                                                                 | 50.000   |
| Schweiz (IFPI)       | Platin                                                                 | 50.000   |
| Spanien (Promusicae) | Platin                                                                 | 100.000  |
| Insgesamt            | 2× Gold · 7× Platin ·                                                  | 975.000  |

### Night Calls
| Land/Region                  | Auszeichnungen für Musikverkäufe (Land/Region, Auszeichnung, Verkäufe) | Verkäufe |
| ---------------------------- | ---------------------------------------------------------------------- | -------- |
| Australien (ARIA)            | Gold                                                                   | 35.000   |
| Deutschland (BVMI)           | Platin                                                                 | 500.000  |
| Frankreich (SNEP)            | 2× Gold                                                                | 200.000  |
| Neuseeland (RMNZ)            | Platin                                                                 | 15.000   |
| Österreich (IFPI)            | Gold                                                                   | 25.000   |
| Schweiz (IFPI)               | Platin                                                                 | 50.000   |
| Spanien (Promusicae)         | Gold                                                                   | 50.000   |
| Vereinigtes Königreich (BPI) | Silber                                                                 | 60.000   |
| Insgesamt                    | 1× Silber · 5× Gold · 3× Platin ·                                      | 925.000  |

### The Best of Joe Cocker
| Land/Region                  | Auszeichnungen für Musikverkäufe (Land/Region, Auszeichnung, Verkäufe) | Verkäufe  |
| ---------------------------- | ---------------------------------------------------------------------- | --------- |
| Belgien (BRMA)               | Gold                                                                   | 25.000    |
| Brasilien (PMB)              | Gold                                                                   | 100.000   |
| Deutschland (BVMI)           | 3× Gold                                                                | 750.000   |
| Frankreich (SNEP)            | 3× Platin                                                              | 900.000   |
| Neuseeland (RMNZ)            | Gold                                                                   | 7.500     |
| Niederlande (NVPI)           | Platin                                                                 | 100.000   |
| Österreich (IFPI)            | Platin                                                                 | 50.000    |
| Polen (ZPAV)                 | Gold                                                                   | 50.000    |
| Schweden (IFPI)              | Gold                                                                   | 50.000    |
| Schweiz (IFPI)               | Platin                                                                 | 50.000    |
| Vereinigtes Königreich (BPI) | Platin                                                                 | 300.000   |
| Insgesamt                    | 6× Gold · 8× Platin ·                                                  | 2.152.500 |

### The Legend – Essential Collection
| Land/Region                  | Auszeichnungen für Musikverkäufe (Land/Region, Auszeichnung, Verkäufe) | Verkäufe |
| ---------------------------- | ---------------------------------------------------------------------- | -------- |
| Australien (ARIA)            | 2× Platin                                                              | 140.000  |
| Neuseeland (RMNZ)            | 3× Platin                                                              | 45.000   |
| Vereinigtes Königreich (BPI) | Silber                                                                 | 60.000   |
| Insgesamt                    | 1× Silber · 5× Platin ·                                                | 245.000  |

### Have a Little Faith
| Land/Region                  | Auszeichnungen für Musikverkäufe (Land/Region, Auszeichnung, Verkäufe) | Verkäufe    |
| ---------------------------- | ---------------------------------------------------------------------- | ----------- |
| Deutschland (BVMI)           | Platin                                                                 | 500.000     |
| Europa (IFPI)                | Platin                                                                 | (1.000.000) |
| Frankreich (SNEP)            | 2× Gold                                                                | 200.000     |
| Neuseeland (RMNZ)            | Gold                                                                   | 7.500       |
| Niederlande (NVPI)           | Platin                                                                 | 100.000     |
| Österreich (IFPI)            | Gold                                                                   | 25.000      |
| Polen (ZPAV)                 | Gold                                                                   | 50.000      |
| Schweiz (IFPI)               | Platin                                                                 | 50.000      |
| Vereinigtes Königreich (BPI) | Gold                                                                   | 100.000     |
| Insgesamt                    | 6× Gold · 4× Platin ·                                                  | 1.032.500   |

### The Essential
| Land/Region                  | Auszeichnungen für Musikverkäufe (Land/Region, Auszeichnung, Verkäufe) | Verkäufe |
| ---------------------------- | ---------------------------------------------------------------------- | -------- |
| Frankreich (SNEP)            | 2× Gold                                                                | 200.000  |
| Neuseeland (RMNZ)            | Platin                                                                 | 15.000   |
| Vereinigtes Königreich (BPI) | Silber                                                                 | 60.000   |
| Insgesamt                    | 1× Silber · 2× Gold · 1× Platin ·                                      | 275.000  |

### Organic
| Land/Region        | Auszeichnungen für Musikverkäufe (Land/Region, Auszeichnung, Verkäufe) | Verkäufe |
| ------------------ | ---------------------------------------------------------------------- | -------- |
| Deutschland (BVMI) | Gold                                                                   | 250.000  |
| Frankreich (SNEP)  | Gold                                                                   | 100.000  |
| Neuseeland (RMNZ)  | Gold                                                                   | 7.500    |
| Schweiz (IFPI)     | Gold                                                                   | 25.000   |
| Insgesamt          | 4× Gold ·                                                              | 382.500  |

### Across from Midnight
| Land/Region        | Auszeichnungen für Musikverkäufe (Land/Region, Auszeichnung, Verkäufe) | Verkäufe    |
| ------------------ | ---------------------------------------------------------------------- | ----------- |
| Belgien (BRMA)     | Platin                                                                 | 50.000      |
| Deutschland (BVMI) | Platin                                                                 | 500.000     |
| Europa (IFPI)      | Platin                                                                 | (1.000.000) |
| Frankreich (SNEP)  | Platin                                                                 | 300.000     |
| Niederlande (NVPI) | Platin                                                                 | 100.000     |
| Norwegen (IFPI)    | Gold                                                                   | 25.000      |
| Österreich (IFPI)  | Gold                                                                   | 25.000      |
| Schweiz (IFPI)     | 3× Gold                                                                | 75.000      |
| Insgesamt          | 3× Gold · 6× Platin ·                                                  | 1.075.000   |

### Greatest Hits
| Land/Region                  | Auszeichnungen für Musikverkäufe (Land/Region, Auszeichnung, Verkäufe) | Verkäufe  |
| ---------------------------- | ---------------------------------------------------------------------- | --------- |
| Belgien (BRMA)               | 2× Platin                                                              | (100.000) |
| Deutschland (BVMI)           | Gold                                                                   | (250.000) |
| Europa (IFPI)                | Platin                                                                 | 1.000.000 |
| Frankreich (SNEP)            | Gold                                                                   | (100.000) |
| Niederlande (NVPI)           | Gold                                                                   | (50.000)  |
| Österreich (IFPI)            | Gold                                                                   | (25.000)  |
| Polen (ZPAV)                 | Gold                                                                   | (10.000)  |
| Schweiz (IFPI)               | Platin                                                                 | (50.000)  |
| Vereinigtes Königreich (BPI) | Gold                                                                   | (100.000) |
| Insgesamt                    | 6× Gold · 4× Platin ·                                                  | 1.000.000 |

### No Ordinary World
| Land/Region        | Auszeichnungen für Musikverkäufe (Land/Region, Auszeichnung, Verkäufe) | Verkäufe |
| ------------------ | ---------------------------------------------------------------------- | -------- |
| Belgien (BRMA)     | Gold                                                                   | 25.000   |
| Deutschland (BVMI) | Platin                                                                 | 300.000  |
| Frankreich (SNEP)  | Gold                                                                   | 100.000  |
| Schweiz (IFPI)     | Gold                                                                   | 25.000   |
| Insgesamt          | 3× Gold · 1× Platin ·                                                  | 450.000  |

### Respect Yourself
| Land/Region       | Auszeichnungen für Musikverkäufe (Land/Region, Auszeichnung, Verkäufe) | Verkäufe |
| ----------------- | ---------------------------------------------------------------------- | -------- |
| Frankreich (SNEP) | Gold                                                                   | 100.000  |
| Schweiz (IFPI)    | Gold                                                                   | 20.000   |
| Insgesamt         | 2× Gold ·                                                              | 120.000  |

### The Definitive Collection – 18 Greatest Hits
| Land/Region       | Auszeichnungen für Musikverkäufe (Land/Region, Auszeichnung, Verkäufe) | Verkäufe |
| ----------------- | ---------------------------------------------------------------------- | -------- |
| Neuseeland (RMNZ) | Gold                                                                   | 7.500    |
| Insgesamt         | 1× Gold ·                                                              | 7.500    |

### The Ultimate Collection 1968–2003
| Land/Region                  | Auszeichnungen für Musikverkäufe (Land/Region, Auszeichnung, Verkäufe) | Verkäufe |
| ---------------------------- | ---------------------------------------------------------------------- | -------- |
| Australien (ARIA)            | Gold                                                                   | 35.000   |
| Deutschland (BVMI)           | Gold                                                                   | 150.000  |
| Vereinigtes Königreich (BPI) | Gold                                                                   | 100.000  |
| Insgesamt                    | 3× Gold ·                                                              | 287.000  |

### Hymn for My Soul
| Land/Region                  | Auszeichnungen für Musikverkäufe (Land/Region, Auszeichnung, Verkäufe) | Verkäufe |
| ---------------------------- | ---------------------------------------------------------------------- | -------- |
| Russland (NFPF)              | Gold                                                                   | 10.000   |
| Schweiz (IFPI)               | Gold                                                                   | 15.000   |
| Vereinigtes Königreich (BPI) | Silber                                                                 | 60.000   |
| Insgesamt                    | 1× Silber · 2× Gold ·                                                  | 85.000   |

### Classic Cocker
| Land/Region       | Auszeichnungen für Musikverkäufe (Land/Region, Auszeichnung, Verkäufe) | Verkäufe |
| ----------------- | ---------------------------------------------------------------------- | -------- |
| Neuseeland (RMNZ) | Gold                                                                   | 7.500    |
| Insgesamt         | 1× Gold ·                                                              | 7.500    |

### Hard Knocks
| Land/Region        | Auszeichnungen für Musikverkäufe (Land/Region, Auszeichnung, Verkäufe) | Verkäufe |
| ------------------ | ---------------------------------------------------------------------- | -------- |
| Deutschland (BVMI) | Platin                                                                 | 200.000  |
| Polen (ZPAV)       | Gold                                                                   | 10.000   |
| Insgesamt          | 1× Gold · 1× Platin ·                                                  | 210.000  |

### Fire It Up
| Land/Region        | Auszeichnungen für Musikverkäufe (Land/Region, Auszeichnung, Verkäufe) | Verkäufe |
| ------------------ | ---------------------------------------------------------------------- | -------- |
| Deutschland (BVMI) | 3× Gold                                                                | 300.000  |
| Insgesamt          | 1× Gold · 1× Platin ·                                                  | 300.000  |

## Auszeichnungen nach Singles

### With a Little Help from My Friends
| Land/Region                  | Auszeichnungen für Musikverkäufe (Land/Region, Auszeichnung, Verkäufe) | Verkäufe |
| ---------------------------- | ---------------------------------------------------------------------- | -------- |
| Neuseeland (RMNZ)            | Platin                                                                 | 30.000   |
| Vereinigtes Königreich (BPI) | Silber                                                                 | 200.000  |
| Insgesamt                    | 1× Silber · 1× Platin ·                                                | 230.000  |

### You Are So Beautiful
| Land/Region                  | Auszeichnungen für Musikverkäufe (Land/Region, Auszeichnung, Verkäufe) | Verkäufe |
| ---------------------------- | ---------------------------------------------------------------------- | -------- |
| Neuseeland (RMNZ)            | Gold                                                                   | 15.000   |
| Vereinigtes Königreich (BPI) | Silber                                                                 | 200.000  |
| Insgesamt                    | 1× Silber · 1× Gold ·                                                  | 215.000  |

### Up Where We Belong
| Land/Region                  | Auszeichnungen für Musikverkäufe (Land/Region, Auszeichnung, Verkäufe) | Verkäufe  |
| ---------------------------- | ---------------------------------------------------------------------- | --------- |
| Australien (ARIA)            | Gold                                                                   | 35.000    |
| Dänemark (IFPI)              | Gold                                                                   | 45.000    |
| Kanada (MC)                  | Gold                                                                   | 50.000    |
| Neuseeland (RMNZ)            | Platin                                                                 | 30.000    |
| Spanien (Promusicae)         | Gold                                                                   | 25.000    |
| Vereinigte Staaten (RIAA)    | Platin                                                                 | 2.000.000 |
| Vereinigtes Königreich (BPI) | Gold                                                                   | 400.000   |
| Insgesamt                    | 5× Gold · 2× Platin ·                                                  | 2.585.000 |

### You Can Leave Your Hat on
| Land/Region       | Auszeichnungen für Musikverkäufe (Land/Region, Auszeichnung, Verkäufe) | Verkäufe |
| ----------------- | ---------------------------------------------------------------------- | -------- |
| Neuseeland (RMNZ) | Gold                                                                   | 15.000   |
| Insgesamt         | 1× Gold ·                                                              | 15.000   |

### N’oubliez jamais
| Land/Region       | Auszeichnungen für Musikverkäufe (Land/Region, Auszeichnung, Verkäufe) | Verkäufe |
| ----------------- | ---------------------------------------------------------------------- | -------- |
| Belgien (BRMA)    | Gold                                                                   | 25.000   |
| Frankreich (SNEP) | Silber                                                                 | 125.000  |
| Insgesamt         | 1× Silber · 1× Gold ·                                                  | 150.000  |

## Auszeichnungen nach Videoalben

### The Best of Joe Cocker Live
| Land/Region         | Auszeichnungen für Musikverkäufe (Land/Region, Auszeichnung, Verkäufe) | Verkäufe |
| ------------------- | ---------------------------------------------------------------------- | -------- |
| Argentinien (CAPIF) | Platin                                                                 | 8.000    |
| Australien (ARIA)   | 3× Platin                                                              | 45.000   |
| Deutschland (BVMI)  | Gold                                                                   | 25.000   |
| Insgesamt           | 1× Gold · 4× Platin ·                                                  | 78.000   |

### Across from Midnight Tour
| Land/Region       | Auszeichnungen für Musikverkäufe (Land/Region, Auszeichnung, Verkäufe) | Verkäufe |
| ----------------- | ---------------------------------------------------------------------- | -------- |
| Australien (ARIA) | Platin                                                                 | 15.000   |
| Insgesamt         | 1× Platin ·                                                            | 15.000   |

### Fire It Up – Live
| Land/Region        | Auszeichnungen für Musikverkäufe (Land/Region, Auszeichnung, Verkäufe) | Verkäufe |
| ------------------ | ---------------------------------------------------------------------- | -------- |
| Deutschland (BVMI) | Gold                                                                   | 25.000   |
| Insgesamt          | 1× Gold ·                                                              | 25.000   |

## Auszeichnungen nach Autorenbeteiligungen und Produktionen

### California Love(Tupac Shakur)
| Land/Region                  | Auszeichnungen für Musikverkäufe (Land/Region, Auszeichnung, Verkäufe) | Verkäufe  |
| ---------------------------- | ---------------------------------------------------------------------- | --------- |
| Australien (ARIA)            | Gold                                                                   | 35.000    |
| Italien (FIMI)               | Gold                                                                   | 50.000    |
| Kanada (MC)                  | Gold                                                                   | 20.000    |
| Neuseeland (RMNZ)            | Platin                                                                 | 10.000    |
| Norwegen (IFPI)              | Gold                                                                   | 5.000     |
| Vereinigte Staaten (RIAA)    | 2× Platin                                                              | 2.000.000 |
| Vereinigtes Königreich (BPI) | Platin                                                                 | 600.000   |
| Insgesamt                    | 4× Gold · 4× Platin ·                                                  | 2.720.000 |

## Statistik und Quellen
| Land/RegionAuszeichnungen für Musikverkäufe (Land/Region, Auszeichnungen, Verkäufe, Quellen) | Silber     | Gold       | Platin       | Verkäufe    | Quellen                                                                           |
| -------------------------------------------------------------------------------------------- | ---------- | ---------- | ------------ | ----------- | --------------------------------------------------------------------------------- |
| Argentinien (CAPIF)                                                                          | —          | —          | Platin1      | 8.000       | capif.org.ar (Memento vom 31. Mai 2011 im Internet Archive)                       |
| Australien (ARIA)                                                                            | —          | 6× Gold6   | 7× Platin7   | 465.000     | aria.com.au                                                                       |
| Belgien (BRMA)                                                                               | —          | 3× Gold3   | 3× Platin3   | 225.000     | ultratop.be                                                                       |
| Brasilien (PMB)                                                                              | —          | Gold1      | —            | 100.000     | pro-musicabr.org.br                                                               |
| Dänemark (IFPI)                                                                              | —          | Gold1      | —            | 45.000      | ifpi.dk                                                                           |
| Deutschland (BVMI)                                                                           | —          | 11× Gold11 | 10× Platin10 | 6.400.000   | musikindustrie.de                                                                 |
| Europa (IFPI)                                                                                | —          | —          | 3× Platin3   | (3.000.000) | ifpi.org                                                                          |
| Frankreich (SNEP)                                                                            | Silber1    | 13× Gold13 | 4× Platin4   | 2.625.000   | infodisc.fr snepmusique.com                                                       |
| Italien (FIMI)                                                                               | —          | 2× Gold2   | —            | 150.000     | Einzelnachweise                                                                   |
| Kanada (MC)                                                                                  | —          | 4× Gold4   | —            | 170.000     | musiccanada.com                                                                   |
| Neuseeland (RMNZ)                                                                            | —          | 9× Gold9   | 12× Platin12 | 322.500     | aotearoamusiccharts.co.nz NZ2 (Memento vom 27. Juni 2009 im Internet Archive) NZ3 |
| Niederlande (NVPI)                                                                           | —          | 2× Gold2   | 4× Platin4   | 350.000     | nvpi.nl                                                                           |
| Norwegen (IFPI)                                                                              | —          | 2× Gold2   | —            | 30.000      | ifpi.no (Memento vom 5. November 2012 im Internet Archive)                        |
| Österreich (IFPI)                                                                            | —          | 4× Gold4   | 4× Platin4   | 300.000     | ifpi.at                                                                           |
| Polen (ZPAV)                                                                                 | —          | 4× Gold4   | —            | 120.000     | olis.pl                                                                           |
| Russland (NFPF)                                                                              | —          | Gold1      | —            | 10.000      | 2m-online.ru (Memento vom 9. August 2009 im Internet Archive)                     |
| Schweden (IFPI)                                                                              | —          | Gold1      | —            | 50.000      | sverigetopplistan.se                                                              |
| Schweiz (IFPI)                                                                               | —          | 5× Gold5   | 12× Platin12 | 685.000     | hitparade.ch                                                                      |
| Spanien (Promusicae)                                                                         | —          | 2× Gold2   | 2× Platin2   | 275.000     | mediafire.com ES2                                                                 |
| Vereinigte Staaten (RIAA)                                                                    | —          | 3× Gold3   | 3× Platin3   | 5.500.000   | riaa.com                                                                          |
| Vereinigtes Königreich (BPI)                                                                 | 7× Silber7 | 4× Gold4   | 2× Platin2   | 2.140.000   | bpi.co.uk                                                                         |
| Insgesamt                                                                                    | 8× Silber8 | 78× Gold78 | 67× Platin67 |             |                                                                                   |